# آزادان

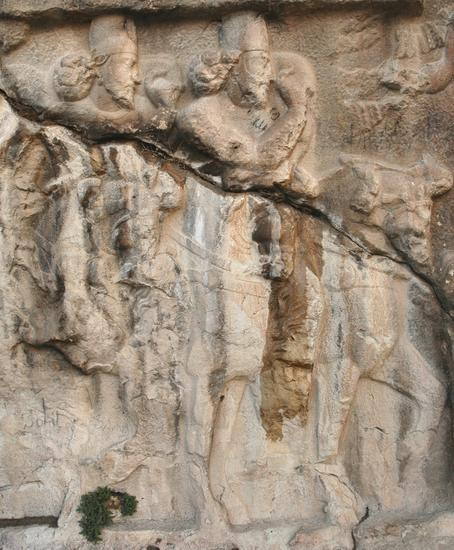
نقش‌برجسته ساسانی در بیشاپور که زره‌پوشان را نشان می‌دهد. آن‌ها بیشتر از طبقه آزادان و وزرگان بودند

آزادان (پارسی میانه: āzādān، پارتی: āzātān) یکی از طبقات اشراف ایران بودند. به گفته یوسف فلاوی ارتش اشکانی به رهبری شاهزاده پاکور یکم در طی حمله یهودا از آزادان تشکیل شده بود. ساسانیان همین تقسیم‌بندی از اشراف را حفظ کردند. در این دوره آزادان چهارمین و آخرین گروه از طبقه اشراف بودند. این چهار طبقه شامل شهرداران (شاهان دست‌نشانده)، ویسپوران (شاهزادگان سلطنتی)، وزرگان (بزرگان) و آزادان (اشراف طبقه پایین) بودند.
به نوعی نجیب زادگان ایران همان زارع زادگان هستند که به عنوان دهقانان هم مشهور بودند 